# Jöran Hult
Nils Edvard Jöran Hult, född 27 juni 1909 i Eskilstuna Fors församling, död 17 juli 1982 i Härlanda församling, var en svensk fiskeribiolog.
Hult avlade filosofie licentiatexamen 1936 och promoverades till filosofie doktor vid Uppsala universitet 1942 på gradualavhandlingen On the softbottom Isopods of the Skager Rak. Han var fiskeristipendiat 1939–1942, fiskeriassistent i Lantbruksstyrelsen 1942–1943 och fiskeriintendent i nedre norra distriktet 1943–1948. Hult var överdirektör och chef för Fiskeristyrelsen 1948–1975. Han var fiskeribiolog i vandringsfiskutredningen 1945–1948, delegat i Internationella Havsforskningsrådet från 1953 och ledamot av Svenska nationalkommittén för biologi från 1954. Hult invaldes som ledamot av Lantbruksakademien 1954.